# Marco Frigo
Marco Frigo (Bassano del Grappa, 2 maart 2000), is een Italiaans wielrenner die anno 2023 uitkomt voor Israel-Premier Tech wiens jongere broer Davide eveneens wielrenner is.

## Carrière
Frigo begon met wielrennen toen hij zo'n 8 à 9 jaar was. In 2019 ging hij koersen voor Zalf Euromobil Fior, een Italiaanse amateurploeg. De volgende twee seizoenen reed hij voor het Nederlandse SEG Racing Academy. Waarna hij een contract kreeg bij de opleidingsploeg van Israel-Premier Tech. Het daaropvolgende seizoen mocht hij rijden bij de hoofdploeg.
Bij het grote publiek behaalde Frigo onder andere veel bekendheid in de 15e etappe van de Ronde van Italië 2023. Dit deed hij door meermaals aanwezig te zijn in de aanval in die bergetappe.

## Overwinningen
2019
 Italiaans kampioen op de weg, junioren
2021
1e etappe Ronde de l'Isard
2022
4e etappe Circuit des Ardennes
2025
3e etappe Ronde van de Alpen

## Resultaten in voornaamste wedstrijden
| Jaar | Ronde van Italië | Ronde van Frankrijk | Ronde van Spanje |
| ---- | ---------------- | ------------------- | ---------------- |
| 2023 | 32e              |                     |                  |
| 2024 | 44e              |                     | 53e              |
| 2025 | 28e              |                     |                  |

| Jaar | Milaan-San Remo | Ronde van Lombardije | Clásica San Sebastián |
| ---- | --------------- | -------------------- | --------------------- |
| 2023 |                 |                      |                       |
| 2024 |                 | 108e                 | 79e                   |
| 2025 | 112e            |                      |                       |

## Ploegen
- 2020 –  SEG Racing Academy
- 2021 –  SEG Racing Academy
- 2022 –  Israel Cycling Academy
- 2023 –  Israel Premier Tech
- 2024 –  Israel-Premier Tech
- 2025 –  Israel-Premier Tech

Berwick · Boivin · Clarke · Einhorn · Frigo · Froome · Fuglsang · Gee · Goldstein · Hermans · Hollenstein · Hollyman · Houle · Impey · Jones · Neilands · Nizzolo · Pozzovivo (vanaf 6/3) · Reynders · Riccitello · Sagiv · Schultz · Strong · Teuns · Van Asbroeck · Vanmarcke (tot 7/7) · Williams · Woods · Würtz Schmidt · Zabel · Gilmore (stagiair) · Sheehan (stagiair)
Ackermann · Bennett · Blackmore (vanaf 3/5) · Boivin · Clarke · Einhorn · Frigo · Froome · Fuglsang · Gee · Hofstetter · Hollyman · Houle · Kogut · Neilands · Pickrell · Raisberg · Riccitello · Sagiv · Schultz · Schwarzmann · Sheehan · Stewart · Strong · Teuns · Van Asbroeck · Vernon · Williams · Woods · Würtz Schmidt · Zabel (tot 2/5) · Brown (stagiair)